# Промокальний папір

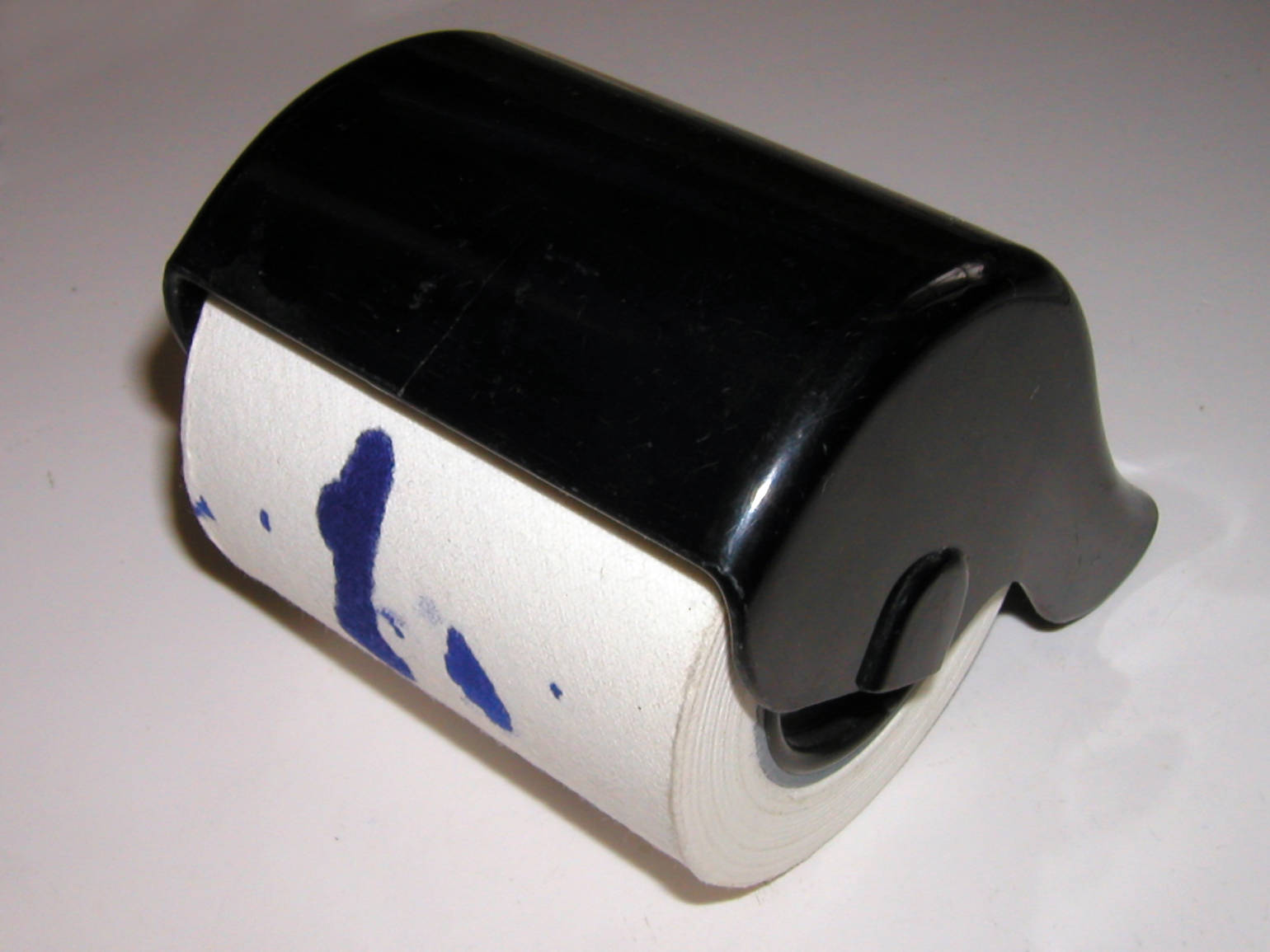
Промокальний папір у рулоні.

Промокальний папір, розм. промока́шка, ви́мочка  — м'який пористий папір, здатний швидко вбирати вологу. Складається практично з чистої целюлози, у структурі паперу багато дрібних капілярів, внаслідок чого він швидко вбирає рідини, наприклад, чорнило.
Широкого поширення набув у школах до епохи повсюдного розповсюдження кулькових ручок, виробники шкільних зошитів зазвичай вкладали один аркушик промокального паперу в кожний зошит. Аркушик промокального паперу міг кріпитися і до прес-пап'є.
Попередником промокального паперу був звичайний пісок, яким присипали написане чорнилом, а потім струшували. Для зберігання присипального піску і його використовування існували спеціальні пристрої, так звані «пісочниці».

## Виробництво
Промокальний папір виробляється з різних матеріалів різної товщини, м'якості і т. д. в залежності від призначення. Він часто виготовляється з бавовни на спеціальних папероробних машинах.